# ドラゴンクエストけしケシ!
『ドラゴンクエストけしケシ！』はスクウェア・エニックスとNHN PlayArtが共同開発し、スクウェア・エニックスより配信されていたスマートフォン向けゲームアプリ。対応OSはiOS・Android・Windows（8.1・10・11）。略称は「ドラけし」、「けしケシ」。基本無料、アイテム課金制。サービス期間は2021年12月1日 - 2024年7月31日（同日15:00〈JST〉）まで。

## ストーリー
ステイシー文具店の本棚には古い本が何冊も並んでいた。主人公がその中の一冊を手に取ってみるとそれは、「冒険の書」だった。ステイシー曰く、冒険の書に落書きをされて困っているという。その落書きを消すのを手伝うことにするが、普通の消しゴムでは消せないという。ステイシーは「ドラけし」という不思議な力を持つ消しゴム5つと、その力を引き出す「希望のペンダント」を主人公に手渡した。
主人公とステイシーは冒険の書を開くと、その世界に入っていった。そこはラダトームという異世界だった。異世界の住人は落書きから現れたモンスターに困っていた。主人公はドラけしを使い、この世界のモンスターを退治することになる。その後も、湖の洞窟やバクラバ砂丘、世界樹など様々な世界を冒険して落書きから出現したモンスターを倒して行く。

## ゲームシステム
マッチ3ゲームの一種で、ゲームのフィールドにはモンスターと5種類のドラけしがランダムに並んでいる。ドラけしは縦か横に3つ以上揃う場合はフリックで横に動かすことができる。揃わない場合はフリックしても移動せずに元の場所に戻される。ゲーム内のフィールドには下方向に重力がかかっており、ドラけしを消した後で空間ができると、下に落下する。落下したあとでさらに3つ以上揃う場合は連鎖で消える。
モンスターに隣接するドラけしを揃えて消すとダメージを与えることができる。モンスターのHPを0にするとそのモンスターを倒したことになる。全てのモンスターを倒すとステージクリアとなる。
モンスターは一定のターンが経過するとプレイヤーを攻撃してくる。プレイヤーにもHPがあり、0になると全滅してしまう。
しましまドラけし
ドラけしが4つ以上揃う場合は円筒状の「しまケシ」になる。しまケシをダブルタップまたはフリックすると縦または横一直線に攻撃が発生する。
スキルドラけし
ドラけしが5つ以上揃う場合は立体的な「スキルドラけし」になる。スキルドラけしはドラけしごとの特殊能力を発動できる。スライムなら「ピキー」と周囲に攻撃する、ホイミスライムなら「ホイミ」でHPを回復する、ラリホーアントなら「ラリホー」で周囲の敵の行動を遅らせる、など。
ミックス
隣接するしまケシとスキルどらケシをフリックで同じ位置に移動させると「ミックス」が発生し、より強力な攻撃になる。また、同じスキルドラけし同士をミックスすると、画面上の同じドラけし全てがスキルを発動し、非常に強力な攻撃となる。
ドラポン
いわゆる「ガチャ」で、ランダムにドラけしを入手できる。ゴールドもしくはドラポンコインを消費する。ドラポンではランク3以上のドラけしのみ入手できる。

## 登場人物
主人公（デフォルト名なし）
本作の主人公。プレイヤーアイコンは男の子か女の子しか選べないが、冒険を進めると選択可能なアイコンが増える。
ステイシー
声 - 鬼頭明里
ステイシー文具店の店員。主人公にドラけしを授け、その後も冒険の書の世界の冒険をサポートしてくれる。髪は緑色のショートボブで、常に眼鏡を（頭の上に）かけている。
王子スライム
ステイシーから渡されたドラけしの一種。サークレットをしているスライム。

## 楽曲
過去のドラゴンクエストシリーズから様々な楽曲が使用されている。
| タイトル         | オリジナル作品       | 使用場面             |
| ---------------- | -------------------- | -------------------- |
| インテルメッツォ | ドラゴンクエストIV   | タイトル画面         |
| 序曲X            | ドラゴンクエストX    | オープニングムービー |
| ブギウギ         | ドラゴンクエストIII  | メニュー画面         |
| 仲間とともに     | ドラゴンクエストIX   | 通常のフィールド     |
| それ行けトーポ   | ドラゴンクエストVIII | 通常戦闘             |
| 急げ！ピンチだ   | ドラゴンクエストVIII | ボス戦闘             |
| 死               | ドラゴンクエスト     | 全滅                 |